# 家族合せ
『家族合せ』（かぞくあわせ）は、三島由紀夫の短編小説。

## 発表経過・背景
1948年（昭和23年）に雑誌『文學季刊』4月号にて発表された。当時の三島は23歳で大蔵省に勤務しており、3年前に妹の平岡美津子を腸チフスで亡くしていた。

## あらすじ
11歳だった主税と9歳だった輝子の兄妹は、子供の頃、夜な夜な23時頃まで女中と家族合わせをして遊んでいた。輝子は札に描かれた顔を親戚の男子に例えては愛でていた。ある日のこと、女中は親戚ばかりが好きになる輝子が一番好きなのは兄の主税だろうと言い、面白がって主税と輝子が寝そべって体を重ね合わせるよう促した。仰向けになった輝子の寝姿を見下ろした主税は、自分が一番愛しているのは妹だと悟り、女中の言う通りにしたら妹が死んでしまうと思って激しく泣いた。
主税は学生だった頃、堀口と言う少年を愛していた。彼らは一緒に煙草をやり、娼館にも行ったが、主税は堀口の部屋に聞き耳を立てるばかりで、娼婦を抱くことができなかった。
母親が自殺し、父親が肺炎で死亡した後、主税と輝子は空襲で女中も逃げ出した家で、戦後は2人で暮らしていた。ある日、主税は階下の妹の部屋で不審な物音を聴き、妹が男を連れ込んでいることを察した。彼はそれについて輝子に尋ねる勇気はなく、輝子の部屋の方へ聴き耳を立てていた。主税がそのことを輝子に告白すると、彼らの母親の死に方について思い出された。
主税と輝子の母親だった華子は、書生と密通していた。夫の博士は、偶然その現場に居合わせた。博士は急いで現場を離れ、号泣してベッドに潜り込んだ。一方、密通を見られた華子は、夫が殺しに来るという甘美な夢想に耽っていた。しかし、夫はいつまで待っても現れなかった。そのことは華子の誇りを傷つけた。華子はある日の朝、自ら薬液を注射して死んだ。
輝子は兄が自分に対して行った告白は、妹としての輝子ではなく、娼婦としての輝子になされたものだと理解した。輝子は主税に、自分の体を知った男は皆不幸になると述べ、女を知らない体であることは不幸なことではないと言って泣いた。それに対して主税は、輝子の真意は男を連れ込むことで兄に勝ち、兄に勝つことで兄を護ることにあったと指摘し、10歳の子供の体を持つにすぎないのが自分だと言った。これを聞いて輝子は憤り、主税をきつく睨み付けて、自分が兄を一人前の体にしてやると言った。主税は後ずさり、純潔を失うことを恐れて、輝子を激しく非難した。輝子は状況を滑稽に思い、兄の純潔に罰を下すことが自分の義務だと感じられるようになった。輝子は主税の唇を奪い、始めようとするが、突如として気持ちが冷めた。輝子は主税に彼が勝利したことを告げ、もう一度子供に戻って一緒に寝ることを提案した。
彼らが眠りから覚めると、部屋の外から物音がしていた。輝子は男が自分を探していると言い、兄にしっかりと自分を抱いてくれと言った。主税はそのような輝子を抱きながら狂ったような勇気を感じていた。階段を上がってくる足音がした。主税はその足音が堀口のものなのではないかと空想した。輝子は今や主税は子供の体ではなく、死を恐れずに敵を迎える立派な男だと喜びながら言った。足音は階段を上り切らなかった。主税はそのうち、自分の死を願った。彼の眼には、階段の上の一角で、裸の子供たちが手を繋いで、花をまき散らしながら歌い踊っている幻影が見られた。

## 作品研究・解釈
三島由紀夫自身は『家族合せ』を、『殉教』と並べて『仮面の告白』の〈萌芽が見られる筈である〉と記している。松本徹は、その意味を敷衍し、「近親相姦、姦通、不能、同性愛、純潔への希求といった、三島のキーワードとなるもの」が、『殉教』と同様に一編の中に含まれていると解説している。また、『春子』『殉教』『山羊の首』などともに、こうした作品が書かれた背景に、「少年の透明な感受性」から「（大人の）あやしい影に満たされた官能性」への移行があり、その「官能性」が、戦後日本の人間主義的な文学に対抗・挑戦する「武器」ともなっていたとしている。
吉田和明は本作を、三島が妹に対する感情を克明に描いた作品だと評している。また、自己嫌悪の物語として解釈する見方もある。北垣隆一は、この作品に登場する主人公兄妹は明らかに三島とその妹であると述べている。また、タイトルの「合せ」という語に特殊な意味を持たせていると解釈している。

## おもな刊行収録本
- 『三島由紀夫選集3　1947-48』（新潮社、1958年1月30日）
  - 収録作品：「夜の仕度」「春子」「サーカス」「殉教」「家族合せ」「ドルヂェル伯の舞踏会」「頭文字」「宝石売買」「没落する貴族たち」「反時代的な芸術家」「火宅」「星」「山羊の首」「夜告げ鳥」「獅子」、ほか附録として座談会など
  - 口絵写真1頁2葉（著者肖像、俳優座舞台写真）あり。
- 『ちくま日本文学10 三島由紀夫 1925-1970』（筑摩書房、1991年7月。ちくま文庫、2008年2月6日）
  - 装幀：安野光雅。解説：森毅「わが友ミシマ」
  - 収録作品：「海と夕焼」「中世」「夜の仕度」「家族合せ」「幸福という病気の療法」「真珠」「三原色」「喜びの琴」「私の遍歴時代（抄）」「終末感からの出発」「わが魅せられたるもの」「不道徳教育講座より（人に迷惑をかけて死ぬべし、文弱柔弱を旨とすべし、告白するなかれ）」「独楽」
- 文庫版『中世・剣』（講談社文芸文庫、1998年3月10日）
  - カバー装幀：菊地信義。解説：室井光広「寄物陳思という方法」。年譜・著書目録作成：安藤武
  - 収録作品：「中世」「夜の仕度」「家族合せ」「宝石売買」「孝経」「剣」
  - ※ 2005年1月25日発行の2刷で、年譜・著書目録を削除。
- 文庫版『手長姫・英霊の声 1938-1966』（新潮文庫、2020年11月1日）
  - 解説：保坂正康。カバーデザイン：新潮社装幀室
  - 収録作品：「酸模――秋彦の幼き思い出」「家族合せ」「日食」「手長姫」「携帯用」「S・O・S」「魔法瓶」「切符」「英霊の声」

### 全集収録
- 『三島由紀夫全集2巻（小説II）』（新潮社、1974年10月25日）
  - 装幀：杉山寧。四六判。背革紙継ぎ装。貼函。
  - 月報：澁澤龍彦「琥珀の虫」。《評伝・三島由紀夫 18》佐伯彰一「伝記と評伝（その9）」。《同時代評から 18》虫明亜呂無「初期作品について（その1）」
  - 収録作品：「盗賊」「ラウドスピーカー」「春子」「サーカス」「婦徳」「接吻」「伝説」「白鳥」「哲学」「蝶々」「殉教」「親切な男」「家族合せ」「人間喜劇」「ツタンカーメンの結婚」「頭文字」「慈善」「宝石売買」「好色」「罪びと」「不実な洋傘」「山羊の首」「獅子」「序章」
  - ※ 同一内容で豪華限定版（装幀：杉山寧。総革装。天金。緑革貼函。段ボール夫婦外函。A5変型版。本文2色刷）が1,000部あり。
- 『三島由紀夫短篇全集』〈上巻〉（新潮社、1987年11月20日）
  - 布装。セット機械函。四六判。2段組。
  - 収録作品：「酸模」から「女流立志伝」までの75篇。
- 『決定版 三島由紀夫全集17巻・短編3』（新潮社、2002年4月）
  - 装幀：新潮社装幀室。装画：柄澤齊。四六判。貼函。布クロス装。丸背。箔押し2色。
  - 月報：秋山駿「『挑発する三島文学』フォーラム」。マティルデ・マストランジェロ「『鏡子の家』イタリア語初訳」。［小説の創り方17］田中美代子「死神への挨拶」
  - 収録作品：「蝶々」「殉教」「親切な男」「家族合せ」「人間喜劇」「頭文字」「慈善」「宝石売買」「好色」「罪びと」「不実な洋傘」「山羊の首」「獅子」「幸福といふ病気の療法」「大臣」「恋の重荷」「毒薬の社会的効用について」「魔群の通過」「侍童」「天国に結ぶ恋」「訃音」「舞台稽古」「星」「薔薇」「退屈な旅」「親切な機械」「孝経」「火山の休暇」「怪物」「花山院」「『蝶々』創作ノート」「『家族合せ』創作ノート」「『宝石売買』創作ノート」「『山羊の首』創作ノート」「『幸福といふ病気の療法』創作ノート」「『大臣』創作ノート」「『魔群の通過』創作ノート」「『親切な機械』創作ノート」